# Gerhard Possart

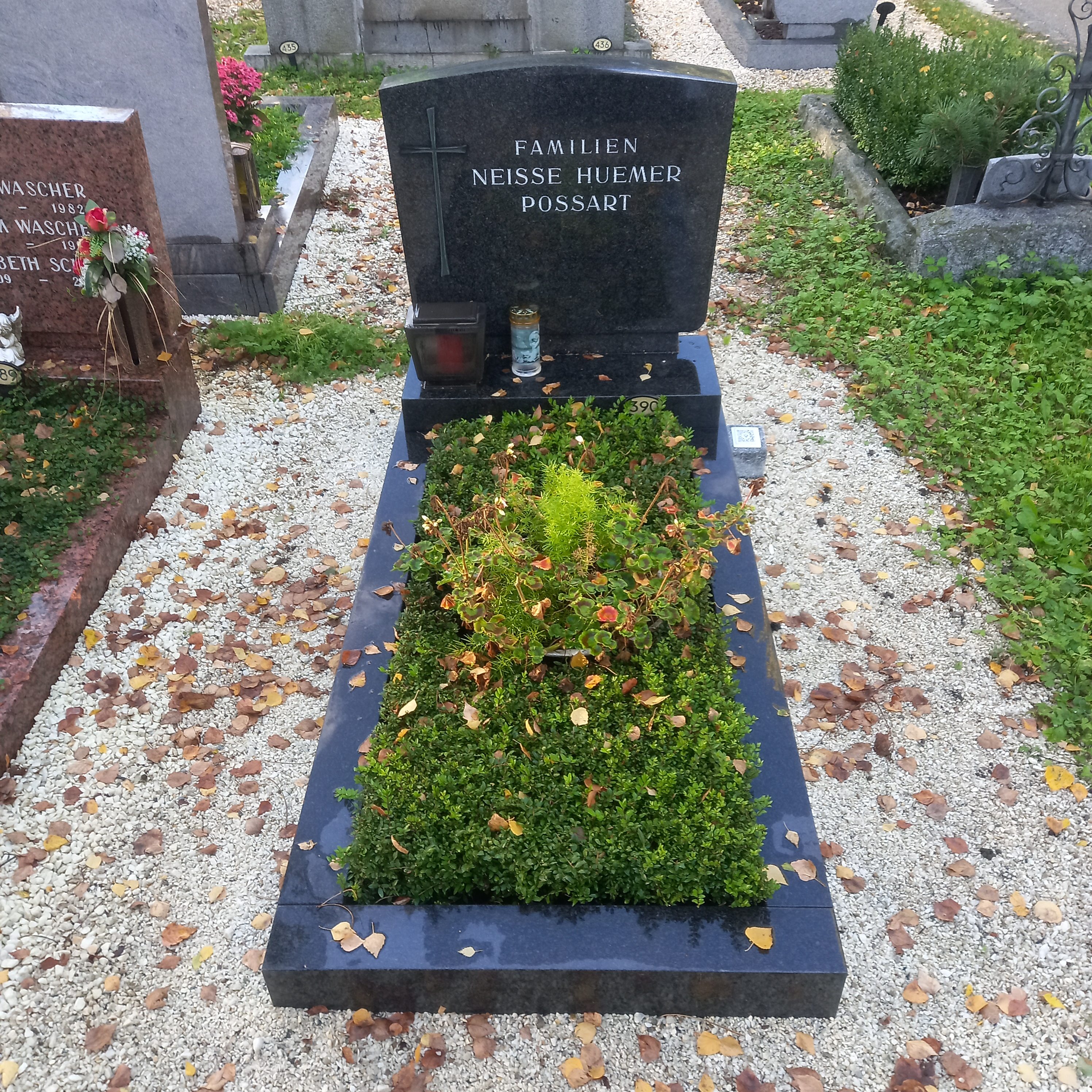
Das Grab von Gerhard Possart auf dem St. Barbara-Friedhof in Linz. (2022)

Gerhard Josefine Possart (* 2. September 1923 in Linz; † 25. August 1996 ebenda) war österreichischer Politiker (ÖVP). Er war Abgeordneter zum Oberösterreichischen Landtag, Landesrat und Landeshauptmann-Stellvertreter in der Oberösterreichischen Landesregierung.

## Ausbildung und Beruf
Gerhard Possart wurde am 2. September 1923 als Sohn von Anton Possart (* 28. Dezember 1886 in Wels-Vorstadt), Offizial der Landesregierung, und dessen Ehefrau Therese bzw. Theresia (geborene Ofenmüller; * 14. April 1887 in Linz) in Linz geboren und am 7. September 1923 auf den Namen Gerhard Josefine getauft. Seine Eltern, die zu dieser Zeit auf der Adresse Schubertstraße 26 lebten, hatten am 13. September 1922 in Linz-St. Josef geheiratet. Seine Großeltern väterlicherseits waren der Bäcker Anton Jankovič und dessen Ehefrau Marie (geborene Hegerstorfer) und seine Großeltern mütterlicherseits waren Lepold und Amalia Ofenmüller (geborene Gramer).
Nach dem Besuch der Volks- und Hauptschule maturierte er 1942 am Linzer Bundesgymnasium. Er wurde danach sofort in die Wehrmacht eingezogen und wurde in Jugoslawien und der Sowjetunion eingesetzt. Nach dreimaliger Verwundung besuchte er die Offiziersschule in Zagreb und wurde kurz vor dem Ende des Zweiten Weltkriegs erneut in Berlin verwundet. Er geriet in sowjetische Kriegsgefangenschaft und wurde als 40-prozentiger Kriegsinvalide vorzeitig entlassen. 
Nach seiner Rückkehr war Possart zunächst bei einer Versicherung beschäftigt und trat am, 1. Juni 1946 in den Landesdienst ein. 1965 ihm der Amtstitel Wirklicher Amtsrat und 1981 der Amtstitel Hofrat verliehen. 1989 verabschiedete er sich in die Pension. 

## Politik
Possart trat 1948 der ÖVP bei, nachdem er bereits 1946 politische Kurse in Wartholz an der Rax organisiert hatte. Er wurde 1946 zudem Gewerkschaftsmitglied und engagierte sich im ÖAAB. Er wirkte an der ÖAAB-Organisation im Landesdienst mit und arbeitete am dezentralisierten Aufbau von Betriebsorganisationen mit. Nachdem er 1955 in den Linzer Gemeinderat eingezogen war, kandidierte er bei der Landtagswahl 1961 auf Platz drei im Wahlkreis Hausruckviertel und zog nach der Wahl in den Landtag ein. Ab 1979 verzichtete er auf sein Landtagsmandat und war nur noch Mitglied der Landesregierung. Ab dem 19. Oktober 1966 gehörte er als Landesrat der Oberösterreichischen Landesregierung an und war Mitglied in den Landesregierungen Gleißner VII und VIII, Wenzl I und II sowie Ratzenböck I, II und III. Am 5. Mai 1971 wurde Possart zum Landeshauptmann-Stellvertreter gewählt. In seiner Funktion als Mitglied der Landesregierung war der gebürtige Linzer für die Bereiche Personal, Sport- und Jugendförderung sowie Heil- und Pflegeanstalten zuständig. Der Ausbau der oberösterreichischen Krankenhäuser erfolgte während seiner Amtszeit.
Possart war ab 1978 Obmann des ÖVP-Landtagsklubs. Er hatte ab 1949 die Funktion des Landesorganisationsreferenten im ÖAAB inne und wurde 1960 zum stellvertretenden Landesobmann des ÖAAB gewählt. Zudem war er ab 1948 Bezirksobmann-Stellvertreter des ÖAAB in Linz-Land und ab 1948 Hauptbezirksobmann-Stellvertreter der ÖVP Linz-Stadt. 1966 rückte er zum Landesobmann des ÖAAB auf und wurde damit auch stellvertretender Landesobmann der ÖVP. In der Gewerkschaft war Possart zwischen 1967 und 1989 Vorsitzender des Landesvorstandes der Gewerkschaft öffentlicher Dienst Oberösterreich und zudem von 1956 bis 1966 erster Obmann des Landespersonalausschusses. 1958 gründete er die Bundessektion 8 „Landesverwaltung“ der Gewerkschaft öffentlicher Dienst und war bis 1977 Vorsitzender dieser Sektion. Im Oktober 1989 schied er aus der Politik aus.

## Privates
Possart war verheiratet und Vater eines Sohnes (Peter Possart). Am 25. August 1996 starb Gerhard Possart kurz vor seinem 73. Geburtstag in seiner Heimatstadt und wurde in weiterer Folgen auf dem hiesigen St. Barbara-Friedhof beerdigt (Sektion 16, Grab 390).

## Auszeichnungen
- Großes Goldenes Ehrenzeichen mit dem Stern für Verdienste um die Republik Österreich (1975)
- Goldenes Ehrenzeichen des Landes Oberösterreich (1990)
- Großes Goldenes Ehrenzeichen des Landes Oberösterreich
- Landessportehrenzeichen in Gold (1977)
- Konsulenttitel für das Oberösterreichische Sportwesen (1990)
- Goldenes Ehrenzeichen des ÖAAB (1962)
- Goldene Ehrennadel des Tennisverbandes (1977)
- Goldenes Ehrenzeichen für Verdienste um den Handball- und Faustballsport in Oberösterreich (1976)
- Ehrenzeichen in Gold des Österreichischen Leichtathletikverbandes (1987)
- Ehrenmitglied des Oberösterreichischen Familienbundes (1987)
- Blaues Kreuz in Gold der Österreichischen Wasserrettung (1979)
- Ehrenbürger von Perg (1979), Munderfing (1976), Vöcklabruck (1982)
- Ehrenring der Stadt Linz (1985)